# Aqua tofana

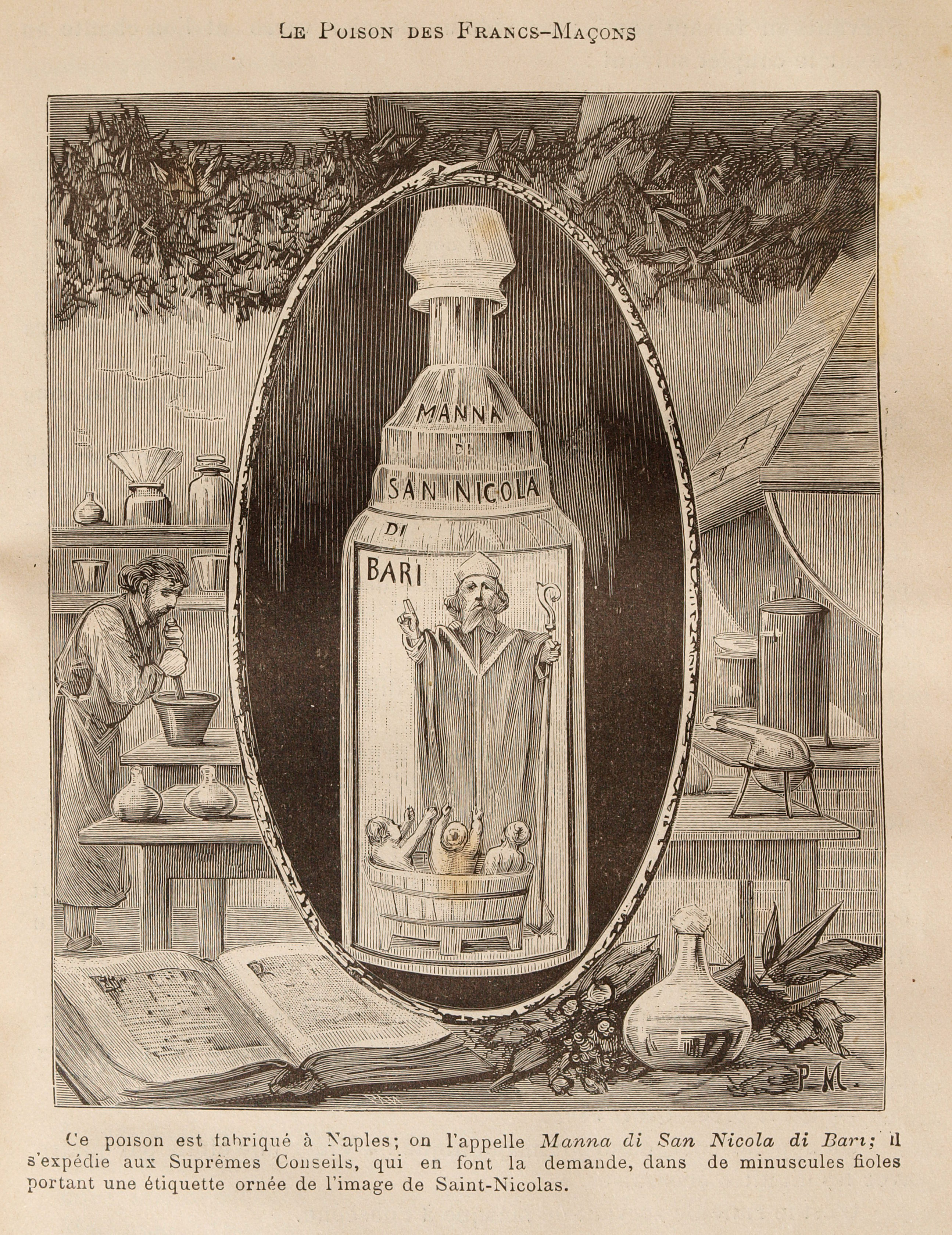
Manna św. Mikołaja z Bari na rycinie z 1886

Aqua tofana lub Aqua Toffana (wł. acqua della Toffa lub aquella di Napoli) – trucizna na bazie arszeniku z dodatkiem chlorku rtęci(II) oraz atropiny (owoce pokrzyku wilcza jagoda) lub w innej wersji kantarydyny (preparat „hiszpańska mucha”).
Specyfik wynalazła Teofania di Adamo, stracona w Palermo w 1633 roku. Była to mieszanina, która dzięki dodatkowi atropiny lub kantarydyny działała w mniejszej ilości niż arszenik i już kilka kropel powodowało śmierć ofiary. Zmniejszenie dawki trucizny eliminowało metaliczny posmak oraz nie powodowało ślinotoku, który był typowym objawem zastosowania większych ilości chlorku rtęci(II).
Stosowana była stosunkowo często w XVII-wiecznych Włoszech, zwłaszcza w przypadkach zatargów rodzinnych. Nazwa specyfiku pochodzi od nazwiska córki Teofani di Adamo – Giulii Tofany, która po śmierci matki, sprzedawała ją w Rzymie oraz Neapolu i nazywała ją manną św Mikołaja z Bari twierdząc, że przypomina olej wypływający z grobu tego świętego. Mieszanina miała postać przeźroczystej, żółtawej lub czerwonawej, gęstej cieczy, była bezsmakowa i w całości rozpuszczała się w wodzie lub w winie. Nie dawała oznak użycia typowych dla ówczesnych trucizn (przebarwienie błon śluzowych, ślinotok, prążkowanie paznokci). Ofiarami specyfiku mogło być nawet 600 osób.
Środek ten ma odniesienia w literaturze. Aqua tofana pojawia się w powieści Hrabia Monte Christo podczas rozmowy Pani Villefort i Monte Christo (część VII rozdział V).